# Mónica Cruz
Mónica Cruz Sánchez, född 16 mars 1977 i Alcobendas i regionen Madrid, är en spansk skådespelerska, fotomodell och dansare. Hon är yngre syster till Penélope Cruz. Mónica Cruz har bland annat medverkat i filmerna The Inquiry (2006) och Last Hour (2008) samt i flera spanska filmer.

## Filmografi i urval
- 2006 – The Inquiry
- 2008 – Asterix på olympiaden
- 2008 – Last Hour
- 2010 – Jerry Cotton